# Liga de Campeones Árabe 1995
La Liga de Campeones Árabe 1995 es la undécima edición de este torneo de fútbol a nivel de clubes árabes organizada por la UAFA y que contó con la participación de 10 equipos representantes de África del Norte, Medio Oriente y África del Este, 2 más que en la edición anterior.
El Al-Hilal FC de Arabia Saudita venció al Espérance de Túnez en la final jugada en Riad, Arabia Saudita para revalidar en título y ser campeón por segunda edición consecutiva.

## Fase de grupos
Todos los partidos se jugaron en Riad, Arabia Saudita.

### Grupo A
| Local         | Resultado | Visita          |
| ------------- | --------- | --------------- |
| CR Belouizdad | 1-0       | Al Nasr         |
| CR Belouizdad | 1-0       | Al-Wahdat       |
| CR Belouizdad | 1-0       | Kazma SC        |
| CR Belouizdad | 5-0       | Al-Wahda San'a' |
| Al Nasr       | 6-1       | Al-Wahdat       |
| Al Nasr       | 1-1       | Kazma SC        |
| Al Nasr       | 4-0       | Al-Wahda San'a' |
| Al-Wahdat     | 2-3       | Kazma SC        |
| Al-Wahdat     | 1-1       | Al-Wahda San'a' |
| Kazma SC      | 4-1       | Al-Wahda San'a' |

| Club            | G | E | P | GF | GC | Pts. |
| --------------- | - | - | - | -- | -- | ---- |
| CR Belouizdad   | 4 | 0 | 0 | 8  | 0  | 12   |
| Al Nasr         | 2 | 1 | 1 | 11 | 3  | 7    |
| Kazma SC        | 2 | 1 | 1 | 8  | 5  | 7    |
| Al-Wahdat       | 0 | 1 | 3 | 4  | 11 | 1    |
| Al-Wahda San'a' | 0 | 1 | 3 | 2  | 14 | 1    |

### Grupo B
| Local             | Resultado | Visita            |
| ----------------- | --------- | ----------------- |
| Espérance         | 1-0       | Al-Hilal Omdurmán |
| Espérance         | 1-1       | Al-Hilal FC       |
| Espérance         | 0-1       | East Riffa        |
| Espérance         | 7-0       | Al Jabal          |
| Al-Hilal Omdurmán | 0-1       | Al-Hilal FC       |
| Al-Hilal Omdurmán | 3-1       | East Riffa        |
| Al-Hilal Omdurmán | 4-0       | Al Jabal          |
| Al-Hilal FC       | 2-0       | East Riffa        |
| Al-Hilal FC       | 4-0       | Al Jabal          |
| East Riffa        | 2-0       | Al Jabal          |

| Club              | G | E | P | GF | GC | Pts. |
| ----------------- | - | - | - | -- | -- | ---- |
| Al-Hilal FC       | 3 | 1 | 0 | 8  | 1  | 10   |
| Espérance         | 2 | 1 | 1 | 9  | 2  | 7    |
| Al-Hilal Omdurmán | 2 | 0 | 2 | 7  | 3  | 6    |
| East Riffa        | 2 | 0 | 2 | 4  | 5  | 6    |
| Al Jabal          | 0 | 0 | 4 | 0  | 17 | 0    |

## Fase final
|  | Semifinales         | Semifinales |   |  | Final        | Final |  |
|  |                     |             |   |  |              |       |  |
|  |                     |             |   |  |              |       |  |
|  | Riad                |             |   |  |              |       |  |
|  | CR Belouizdad       | 0           |   |  |              |       |  |
|  | Espérance ST (t.e.) | 1           |   |  |              |       |  |
|  |                     |             |   |  |              |       |  |
|  |                     |             |   |  | Riad         |       |  |
|  |                     |             |   |  | Espérance ST | 0     |  |
|  |                     | Al-Hilal FC | 1 |  |              |       |  |
|  |                     |             |   |  |              |       |  |
|  |                     |             |   |  |              |       |  |
|  |                     |             |   |  | Tercer lugar |       |  |
|  | Riad                |             |   |  |              |       |  |
|  | Al-Hilal FC (4-2 p) | 0           |   |  |              |       |  |
|  | Al-Nasr             | 0           |   |  |              |       |  |

## Campeón
| Liga de Campeones Árabe 1995 |
| ---------------------------- |
| Bandera de Arabia Saudita    |
| Al-Hilal FC 2.º título       |